# Rude Records
La Rude Records è un'etichetta discografica indipendente ed internazionale con sede ad Assago (Milano).
Raccoglie artisti e gruppi musicali delle scene punk rock, pop punk, post-hardcore e alternative rock; ha al suo attivo più di 150 album di oltre 60 artisti. Inoltre l'azienda negli anni ha siglato accordi con etichette estere, soprattutto statunitensi, per gestire la promozione, il marketing e la distribuzione delle loro pubblicazioni in Europa sotto la compagnia Rude Networks.

## Storia

### Gli esordi e la scena punk rock italiana (2000-2005)
Il nome Rude Records prende ispirazione dai "rude boys", i fan dello ska: al momento di decidere il nome dell'etichetta Gianluca Amendolara stava producendo un disco dei Franziska, gruppo musicale che si inseriva in quel genere.

Il primo logo dell'etichetta

Rude Records è stata fondata nel 2000 da Ilich Rausa (in contatto col mondo della musica poiché lavorava al Forum di Assago) e Gianluca Amendolara (produttore di dischi e musicista), inizialmente per poter produrre due band di amici (i Kevlar HC e i No Comply). Trovano un accordo con Self Distribuzione per distribuire i primi dischi.
L'etichetta esordisce producendo gruppi della scena punk e hardcore italiana. Il primo album, del 2001, è uno split tra Kevlar HC e No Comply intitolato Building New Pillars e contenente quattro tracce. Nello stesso anno lanciano i Franziska con il primo album Special Blend e iniziano una collaborazione con Youth Crew Records producendo il disco d'esordio degli Half My Time (band in cui suonava anche Gianluca Amendolara), On Reflections.
Pubblicano le prime compilation: nel 2001 Stay Rude, Stay Rebel, che raccoglie gruppi di punta della scena ska e punk come Pornoriviste, Derozer e Peter Punk, e l'anno successivo Mad for Ska (in licenza a Universal Music), che vede la partecipazione di Reggae National Tickets, Africa Unite, Meganoidi, Roy Paci, Giuliano Palma & the Bluebeaters.
Accoglie nel proprio roster i Gasnervino, di cui pubblica gli album Gasnervino (2002) e Tutto e niente (2004).
Rude Records inizia ad interessarsi dei Sun Eats Hours e il gruppo nel 2003 firma con l'etichetta: con questa pubblica per i successivi cinque anni. L'album che segna il passaggio dalla Agitato Records alla Rude è Tour All Over, a cui seguono The Last Ones e la riedizione di Don't Waste Time! (2005), lo split con i giapponesi Nicotine Metal Addiction (2006) e la raccolta Ten Years (2008).

### La notorietà e la gestione delle etichette (2005-2010)
Aumentano i contatti con Dexter Holland, cantante degli Offspring, con il quale giunge nel 2005 a un accordo per gestire in Europa la sua etichetta discografica Nitro Records; è l'esordio, per l'etichetta, nella gestione del marketing e della distribuzione di album esteri: le prime band inserite nel mercato europeo (principalmente in Italia, Austria, Francia,  Portogallo, Spagna e Svizzera) sono gruppi come AFI, Guttermouth, Rufio, The Vandals e gli stessi Offspring. Nello stesso anno giunge a un accordo con la britannica Cargo Records per distribuire i suoi prodotti in Germania.
Nell'anno successivo propone il medesimo accordo ad altre due label americane, la SideOneDummy Records e la Hopeless Records. In seguito accoglie anche la Punkcore Records.
Dal 2007 distribuisce i prodotti della Rubric Records.
Nello stesso anno l'etichetta vince il Premio Italiano per la Musica Indipendente del M.E.I. come miglior etichetta.
Dal 2008 distribuisce il catalogo della Bad Taste Records.
Dal 2009 entrano a far parte del newtwork la Wynona Records, la Hassle Records e la Vagrant Records.
Nel 2009 e nel 2010 Rude Records collabora alla realizzazione del festival Eastpak Antidote Tour.

### L'espansione internazionale e i nuovi artisti (2010-presente)
Negli anni sviluppa una rete internazionale con team nel Nord America, nel Regno Unito, in Asia, in Giappone, in Australia e in Europa che incrementa ulteriormente la presenza globale delletichetta. Ha firmato con molti giovani artisti che ha lanciato internazionalmente, quali Stand Atlantic, Blood Youth, Homebound.
Nel 2013 sigla accordi con la società di distribuzione tedesca Soulfood.
Nel 2019 la casa discografica gestisce un'operazione di equity crowdfunding (che permette di raccogliere finanziamenti da potenziali investitori in cambio di quote di capitale) attraverso la piattaforma inglese Seedrs, superando l'obiettivo di 100 000 euro. Con i soldi raccolti l'etichetta avvia un potenziamento del roster, aumenta le iniziative di promozione e apre sedi all'estero.
Nel 2020 a Rude Records sigla un accordo con Sony Music per la distribuzione mondiale, digitale e fisica, operata da The Orchard e un accordo con Sony ATV America per la gestione delle pubblicazioni. Nello stesso anno lancia la sigla Rude Cares, associazione senza fini di lucro che si occupa, tra le altre cose, di combattere l'abbandono scolastico.
Nel 2021 Rude Records ha ottenuto il riconoscimento, da parte di Billboard, di "realtà internazionale più influente", insieme al suo presidente, Ilich Rausa, premiato come personalità influente nell'industria discografica.
Nel 2022 l'etichetta ha avviato una seconda operazione di equity crowdfunding.
A marzo Rude Records ha ottenuto ufficialmente la certificazione B Corp.

## Artisti
Artisti che sono o sono stati sotto contratto con la Rude Records al 23 aprile 2023:

### Attuali
- A Will Away
- American Hi-Fi
- Blood Youth
- Delaire the Liar
- Eli Hurts
- Graphic Nature
- Have Mercy
- Izzy Mahoubi
- Modern Error
- Oakman
- Puppy
- Sundressed
- Sunsleeper
- Superlove
- Sydney Sprague
- Telltale
- The Dangerous Summer
- Waxflower
- Weatherstate
- Wilder.

In partnership con Equal Vision Records
- All Get Out
- Armor for Sleep
- Glacier Veins
- Greyhaven
- Vagrants

### Passati
- 7 Minutes In Heaven
- Bedouin Soundclash
- Catch Fire
- Crooked Teeth
- Decade
- Guttermouth
- Happy.
- Homebound
- Less Than Jake
- Light Years
- Like Torches
- Mobs
- Patent Pending
- Stand Atlantic
- Sun Eats Hours
- The Maine
- The Weekend Classic
- Woes
- Youth Killed It
- Zebrahead

## Etichette e artisti rappresentati dalla Rude Records

### Etichette
- Bad Taste Records (2008-2012)
- Equal Vision Records[50]
- Hassle Records (2009-presente)
- Hopeless Records (2006-presente)
- Nitro Records (2005-2013)
- Punkcore Records
- Rubric Records (dal 2007)
- SideOneDummy Records (2006-presente)
- Vagrant Records (2009-presente)
- Wynona Records (2009-presente)

### Artisti
- 65daysofstatic
- 7 Seconds
- 88 Fingers Louie
- A Wilhelm Scream
- AFI
- Against All Authority
- Air Dubai
- All Time Low
- Amber Pacific
- Anarbor
- Anti-Flag
- Attack! Attack!
- Avenged Sevenfold
- August Burns Red
- Bayside
- Big D and the Kids Table
- The Briggs
- Broadway Calls
- Brothers of Brazil
- Cancer Bats
- The Casualties
- Chuck Ragan
- Crime in Stereo
- Dillinger Four
- Divided By Friday
- Driver Friendly
- Ensign
- Fact
- Flogging Molly
- Goldfinger
- Reverend Peyton's Big Damn Band
- Rufio
- Samiam
- Senses Fail
- Silverstein
- Sleep On It
- Son of Sam
- Sum 41
- T.S.O.L.
- Taking Back Sunday
- Title Fight
- The Aquabats
- The Damned
- The Dangerous Summer
- The Gaslight Anthem
- The Get Up Kids
- The Horrible Crowes
- The Juliana Theory
- The New Story
- The Offspring
- The Sounds
- The Queers
- The Undeclinables
- The Used
- The Vandals
- The Wonder Years
- There For Tomorrow
- Thrice
- Turbowolf
- We Are the In Crowd
- We Are the Ocean
- Yellowcard

## Discografia parziale

### Catalogo parziale
| Numero di catalogo | Anno | Interprete                    | Titolo                                                      |
| ------------------ | ---- | ----------------------------- | ----------------------------------------------------------- |
| RDR 000            | 2001 | Kevlar HC/No Comply           | Building New Pillars                                        |
| RDR 001            | 2001 | Franziska                     | Special Blend                                               |
| RDR 002            | 2001 | Half My Time                  | On Reflections                                              |
| RDR 003            | 2001 | Insane                        | Another Sun                                                 |
| RDR 004            | 2001 | AA.VV.                        | Stay Rude, Stay Rebel                                       |
| RDR 005            | 2001 | Steam                         | 70 Time 7                                                   |
| RDR 006            | 2001 | No More Fear                  | Walkin' On                                                  |
| RDR 007            | 2002 | Franziska                     | Special Blend (2002 Limited Edition)                        |
| RDR 008            | 2002 | Violent Tomatoes              | Sembra facile                                               |
| RDR 009            | 2002 | Gasnervino                    | Gasnervino                                                  |
| RDR 009/02         | 2002 | Gasnervino                    | Orange County                                               |
| RDR 010            | 2002 | AA.VV.                        | Mad for Ska                                                 |
| RDR 010/02         | 2002 | Sottozero                     | ... e Zo'!                                                  |
| RDR 011            | 2003 | Sun Eats Hours                | Tour All Over                                               |
| RDR 012            | 2003 | AA.VV.                        | Punk It!                                                    |
| RDR 013            | 2003 | AA.VV.                        | Anti-Tour - The Combat Compilation                          |
| RDR 014            |      |                               |                                                             |
| RDR 015            | 2003 | Fahrenheit 451                | Greetings From Marghera                                     |
| RDR 016            | 2004 | Gasnervino                    | Tutto e niente                                              |
| RDR 017            | 2004 | AA.VV.                        | Punk It! Vol. 2                                             |
| RDR 018            |      |                               |                                                             |
| RDR 019            | 2005 | Sun Eats Hours                | Don't Waste Time!                                           |
| RDR 020            | 2005 | Sun Eats Hours                | Tour All Over (2005 version)                                |
| RDR 021            | 2005 | Sun Eats Hours                | The Last Ones                                               |
| RDR 022            |      |                               |                                                             |
| RDR 023            | 2005 | Sun Eats Hours                | Endless Desire                                              |
| RDR 024            | 2005 | Elvis Jackson                 | Summer Edition                                              |
| RDR 025            | 2005 | Fonzie                        | Wake Up Call                                                |
| RDR 026            | 2006 | Junior                        | Y'All Ready To Rock?                                        |
| RDR 027            | 2006 | NM50                          | Honestly...?                                                |
| RDR 028            |      |                               |                                                             |
| RDR 029            | 2006 | Sun Eats Hours/Nicotine       | Metal Addiction                                             |
| RDR 030            | 2007 | AA.VV.                        | Think Punk Vol.1                                            |
| RDR 031            | 2007 | Movies With Heroes            | Nothing Here is Perfect                                     |
| RDR 032            | 2007 | Blondelle                     | Die Pretty                                                  |
| RDR 033            | 2007 | Rentokill                     | Antichorus                                                  |
| RDR 034            | 2008 | Danko Jones                   | Never Too Loud                                              |
| RDR 035            | 2008 | Gogol Bordello                | Voi-La Intruder                                             |
| RDR 036            | 2008 | Gogol Bordello                | Multi Kontra Culti vs. Irony                                |
| RDR 037            | 2008 | Gogol Bordello                | East Infection                                              |
| RDR 038            | 2008 | Sun Eats Hours                | Ten Years                                                   |
| RDR 039            | 2008 | Eugene Hütz                   | The Pied Piper Of Hützovina                                 |
| RDR 040            | 2008 | Useless ID                    | The Lost Broken Bones                                       |
| RDR 041            | 2009 | Andead                        | Hell's Kitchen                                              |
| RDR 042            | 2010 | Nemesi                        | L'alba dei morti viventi                                    |
| RDR 043            | 2010 | Banda Bassotti                | Check Point Kreuzberg - Live at SO36 - Berlin               |
| RDR 044            | 2010 | Airway                        | Respira                                                     |
| RDR 045            | 2010 | Destine                       | Lightspeed                                                  |
| RDR 046            |      |                               |                                                             |
| RDR 047            |      |                               |                                                             |
| RDR 048            | 2011 | Zebrahead                     | Get Nice!                                                   |
| RDR 049            |      |                               |                                                             |
| RDR 050            |      |                               |                                                             |
| RDR 051            | 2011 | Bedouin Soundclash            | Light the Horizon                                           |
| RDR 052            | 2011 | The Mighty Mighty Bosstones   | The Magic of Youth                                          |
| RDR 053            |      |                               |                                                             |
| RDR 054            |      |                               |                                                             |
| RDR 055            | 2011 | Andead                        | With Passionate Heart                                       |
| RDR 056            |      |                               |                                                             |
| RDR 057            |      |                               |                                                             |
| RDR 058            |      |                               |                                                             |
| RDR 059            |      |                               |                                                             |
| RDR 060            | 2012 | Blessed by a Broken Heart     | Feel the Power                                              |
| RDR 061            | 2012 | Blessed by a Broken Heart     | Feel the Power                                              |
| RDR 062            |      |                               |                                                             |
| RDR 063            |      |                               |                                                             |
| RDR 064            | 2012 | Banda Bassotti                | Siamo guerriglia                                            |
| RDR 065            |      |                               |                                                             |
| RDR 066            | 2012 | Destine                       | Illuminate                                                  |
| RDR 067            | 2012 | Gogol Bordello                | Early Paranormale Years                                     |
| RDR 068            | 2012 | Summerlin                     | You Can't Burn Out If You're Not On Fire                    |
| RDR 069            |      |                               |                                                             |
| RDR 070            |      |                               |                                                             |
| RDR 071            |      |                               |                                                             |
| RDR 072            |      |                               |                                                             |
| RDR 073            | 2012 | The Maine                     | Pioneer And The Good Love                                   |
| RDR 074            | 2012 | Less Than Jake                | Greetings & Salutations From Less Than Jake                 |
| RDR 075            |      |                               |                                                             |
| RDR 076            | 2012 | The Maine                     | Anthem For a Dying Breed                                    |
| RDR 077            |      |                               |                                                             |
| RDR 078            |      |                               |                                                             |
| RDR 079            |      |                               |                                                             |
| RDR 080            | 2012 | AA.VV.                        | PGA - Italian Punks Go Acoustic... for Good                 |
| RDR 081            |      |                               |                                                             |
| RDR 082            | 2013 | This Century                  | Biography Of Heartbreak                                     |
| RDR 083            |      |                               |                                                             |
| RDR 084            |      |                               |                                                             |
| RDR 085            |      |                               |                                                             |
| RDR 086            | 2013 | The Maine                     | Forever Halloween                                           |
| RDR 087            |      |                               |                                                             |
| RDR 088            | 2013 | Zebrahead                     | Call Your Friends                                           |
| RDR 089            | 2013 | Andead                        | Build Not Burn                                              |
| RDR 090            | 2014 | AA.VV.                        | PGA - Italian Punks Go Acoustic: Stay Together For The Kids |
| RDR 091            | 2014 | The Dear Hunter               | Migrant Reprise                                             |
| RDR 092            | 2014 | I Am The Avalanche            | Wolverines                                                  |
| RDR 093            |      |                               |                                                             |
| RDR 094            | 2014 | Boy Jumps Ships               | Lovers & Fighters                                           |
| RDR 095            | 2014 | American Hi-Fi                | Blood & Lemonade                                            |
| RDR 096            | 2014 | The Maine                     | Forever Halloween (Deluxe Edition)                          |
| RDR 097            | 2014 | Knuckle Puck                  | While I Stay Secluded                                       |
| RDR 098            | 2014 | Set It Off                    | Duality                                                     |
| RDR 099            | 2014 | Man Overboard                 | Passing Ends                                                |
| RDR 100            | 2015 | You, Me, and Everyone We Know | Dogged                                                      |
| RDR 101            | 2015 | Zebrahead                     | The Early Years - Revisited                                 |
| RDR 102            | 2015 | Andrea Rock                   | Hibernophile                                                |
| RDR 103            | 2015 | Emery                         | You Were Never Alone                                        |
| RDR 104            | 2015 | Blood Youth                   | Inside My Head                                              |
| RDR 105            | 2015 | Set It Off                    | Duality: Stories Unplugged                                  |
| RDR 106            | 2015 | Man with a Mission/Zebrahead  | Out Of Control                                              |
| RDR 107            | 2015 | Patent Pending                | Armageddon                                                  |
| RDR 108            | 2015 | The Dear Hunter               | Act IV: Rebirth in Reprise                                  |
| RDR 109            | 2015 | Like Torches                  | Keep Your Head High                                         |
| RDR 110            | 2015 | Zebrahead                     | Walk The Plank                                              |
| RDR 111            | 2015 | Patent Pending                | Riot Hearts Rebellion                                       |
| RDR 112            | 2015 | Light Years                   | I'll See You When I See You                                 |
| RDR 113            | 2016 | Like Torches                  | Shelter                                                     |
| RDR 114            | 2016 | Blood Youth                   | Inside My Head / Closure                                    |
| RDR 115            | 2016 | Catch Fire                    | The Distance I Am From You                                  |
| RDR 116            | 2016 | American Hi-Fi                | Acoustic                                                    |
| RDR 117            | 2016 | Less Than Jake                | Live From Astoria                                           |
| RDR 118            |      |                               |                                                             |
| RDR 119            | 2016 | Set It Off                    | Upside Down                                                 |
| RDR 120            | 2016 | Set It Off                    | Horrible Kids                                               |
| RDR 121            | 2016 | Set It Off                    | Cinematics                                                  |
| RDR 122            | 2016 | Capsize                       | A Reintroduction: The Essence Of All That Surrounds Me      |
| RDR 123            | 2016 | Guttermouth                   | Got It Made                                                 |
| RDR 124            | 2016 | The Dear Hunter               | Act V: Hymns with the Devil in Confessional                 |
| RDR 125            |      |                               |                                                             |
| RDR 126            | 2017 | Decade                        | Pleasantries                                                |
| RDR 127            | 2016 | Guttermouth                   | New Car Smell                                               |
| RDR 128            | 2017 | Catch Fire                    | A Love That I Still Miss                                    |
| RDR 129            | 2017 | Homebound                     | The Mould You Build Yourself Around                         |
| RDR 130            | 2017 | Woes                          | Woes                                                        |
| RDR 131            | 2017 | Blood Youth                   | Beyond Repair                                               |
| RDR 132            | 2017 | Pierce the Veil               | Selfish Machines                                            |
| RDR 133            | 2017 | Pierce the Veil               | A Flair for the Dramatic                                    |
| RDR 134            |      |                               |                                                             |
| RDR 135            | 2017 | Youth Killed It               | Modern Bollotics                                            |
| RDR 136            | 2017 | Andead                        | IV the Underdogs                                            |
| RDR 137            | 2017 | Guttermouth                   | The Whole Enchilada                                         |
| RDR 138            | 2017 | Patent Pending                | Other People's Greatest Hits                                |
| RDR 139            | 2017 | 7 Minutes In Heaven           | Symmetry                                                    |
| RDR 140            | 2017 | Stand Atlantic                | Sidewinder                                                  |
| RDR 141            |      |                               |                                                             |
| RDR 142            | 2017 | Sleep On It                   | Overexposed                                                 |
| RDR 143            | 2017 | I the Mighty                  | Where the Mind Wants to Go                                  |
| RDR 144            |      |                               |                                                             |
| RDR 145            |      |                               |                                                             |
| RDR 146            |      |                               |                                                             |
| RDR 147            |      |                               |                                                             |
| RDR 148            |      |                               |                                                             |
| RDR 149            | 2018 | Happy.                        | Cult Classic                                                |
| RDR 150            | 2018 | Youth Killed It               | What's So Great, Britain?                                   |
| RDR 151            |      |                               |                                                             |
| RDR 152            | 2018 | Homebound                     | More To Me Than Misery                                      |
| RDR 153            | 2018 | Catch Fire                    | Karma Owes Me a Lifetime of Happiness                       |
| RDR 154            | 2018 | Light Years                   | Afterlife                                                   |
| RDR 155            |      |                               |                                                             |
| RDR 156            |      |                               |                                                             |
| RDR 157            |      |                               |                                                             |
| RDR 158            |      |                               |                                                             |
| RDR 159            |      |                               |                                                             |
| RDR 160            |      |                               |                                                             |
| RDR 161            |      |                               |                                                             |
| RDR 162            | 2018 | Hail the Sun                  | Mental Knife                                                |
| RDR 163            | 2018 | Polyphia                      | New Levels New Devils                                       |
| RDR 164            | 2018 | All Get Out                   | No Bouquet                                                  |
| RDR 165            | 2018 | Saves the Day                 | 9                                                           |
| RDR 166            | 2019 | Blood Youth                   | Starve                                                      |
| RDR 167            |      |                               |                                                             |
| RDR 168            | 2018 | Brent Walsh                   | Are You Even There at All?                                  |
| RDR 169            | 2019 | The End Of The Ocean          | -aire                                                       |
| RDR 170            |      |                               |                                                             |
| RDR 171            |      |                               |                                                             |
| RDR 172            |      |                               |                                                             |
| RDR 173            | 2019 | Young Culture                 | This Is Heaven                                              |
| RDR 174            |      |                               |                                                             |
| RDR 175            |      |                               |                                                             |
| RDR 176            |      |                               |                                                             |
| RDR 177            | 2019 | Sunsleeper                    | You Can Miss Something & Not Want It Back                   |
| RDR 178            |      |                               |                                                             |
| RDR 179            |      |                               |                                                             |
| RDR 180            | 2019 | Bars of Gold                  | Shelters                                                    |
| RDR 181            | 2019 | AA.VV.                        | Punkability                                                 |
| RDR 182            |      |                               |                                                             |
| RDR 183            |      |                               |                                                             |
| RDR 184            |      |                               |                                                             |
| RDR 185            |      |                               |                                                             |
| RDR 186            | 2020 | Sleep On It                   | Pride & Disaster                                            |
| RDR 187            | 2020 | Mobs                          | Cinema Paradiso                                             |
| RDR 188            |      |                               |                                                             |
| RDR 189            | 2019 | Gideon                        | Out of Control                                              |
| RDR 190            |      |                               |                                                             |
| RDR 191            |      |                               |                                                             |
| RDR 192            |      |                               |                                                             |
| RDR 193            |      |                               |                                                             |
| RDR 194            |      |                               |                                                             |
| RDR 195            |      |                               |                                                             |
| RDR 196            |      |                               |                                                             |
| RDR 197            |      |                               |                                                             |
| RDR 198            |      |                               |                                                             |
| RDR 199            |      |                               |                                                             |
| RDR 200            |      |                               |                                                             |
| RDR 201            |      |                               |                                                             |
| RDR 202            |      |                               |                                                             |
| RDR 203            | 2020 | Young Culture                 | Young Culture                                               |
| RDR 204            |      |                               |                                                             |
| RDR 205            |      |                               |                                                             |
| RDR 206            |      |                               |                                                             |
| RDR 207            | 2020 | Happy.                        | Imposter Syndrome                                           |
| RDR 208            |      |                               |                                                             |
| RDR 209            |      |                               |                                                             |
| RDR 210            |      |                               |                                                             |
| RDR 211            | 2020 | Sundressed                    | Home Remedy                                                 |
| RDR 212            |      |                               |                                                             |
| RDR 213            |      |                               |                                                             |
| RDR 214            |      |                               |                                                             |
| RDR 215            |      |                               |                                                             |
| RDR 216            |      |                               |                                                             |
| RDR 217            |      |                               |                                                             |
| RDR 218            |      |                               |                                                             |
| RDR 219            | 2021 | Sydney Sprague                | maybe i will see you at the end of the world                |
| RDR 220            |      |                               |                                                             |
| RDR 221            | 2021 | Blood Youth                   | Visions of Another Hell                                     |
| RDR 222            | 2021 | Waxflower                     | We Might Be Alright                                         |
| RDR 223            |      |                               |                                                             |
| RDR 224            |      |                               |                                                             |
| RDR 225            | 2022 | Weatherstate                  | Never Better                                                |
| RDR 226            |      |                               |                                                             |
| RDR 227            |      |                               |                                                             |
| RDR 228            | 2022 | A Will Away                   | Stew                                                        |
| RDR 229            |      |                               |                                                             |
| RDR 230            |      |                               |                                                             |
| RDR 231            | 2021 | Kaonashi                      | Dear Lemon House, You Ruined Me: Senior Year                |
| RDR 232            | 2021 |                               |                                                             |
| RDR 233            | 2021 | Delaire The Liar              | Eat Your Own                                                |
| RDR 234            | 2022 | Modern Error                  | Victim of a Modern Age                                      |
| RDR 235            |      |                               |                                                             |
| RDR 236            |      |                               |                                                             |
| RDR 237            |      |                               |                                                             |
| RDR 238            | 2022 | Puppy                         | Pure Evil                                                   |
|                    | 2021 | Superlove                     | …but for the moment                                         |

### Compilation
- 2001 – Stay Rude, Stay Rebel
- 2002 – Mad for Ska
- 2003 – Punk It!
- 2003 – Anti-Tour - The Combat Compilation
- 2004 – Punk It! Vol.2
- 2007 – Think Punk Vol. 1
- 2012 – PGA - Italian Punks Go Acoustic... for Good
- 2014 – PGA - Italian Punks Go Acoustic: Stay Together For The Kids
- 2016 – Music for Boobies
- 2016 – PGA - Italian Punks Go Acoustic: If the Kids Are United
- 2020 – It'd Be Rude Not To

### Videografia
Documentari
- 2019 – Punkability

## Premi e riconoscimenti
- 2007 – "Miglior etichetta indipendente" - Premio Italiano per la Musica Indipendente (M.E.I.)[36]